# Rue du Rendez-Vous
La rue du Rendez-Vous est une voie située dans le quartier du Bel-Air du 12e arrondissement de Paris.

## Situation et accès
La rue du Rendez-Vous est accessible par le RER A à la gare de Nation ; par les lignes 1, 2, 6 et 9 à la station Nation ; par la ligne 6 à la station Picpus et à proximité par la ligne 3a du tramway.

## Origine du nom
Elle doit son nom au fait qu'elle constituait à cette époque un ancien rendez-vous de chasse dans le bois de Vincennes.

## Historique
Cette voie de la commune de Saint-Mandé, qui conduisait au bois de Vincennes, est tracée à l'état de chemin sur le plan de Jouvin de Rochefort de 1672, ainsi que sur le plan de Roussel 1730. Elle est rattachée dans la voirie parisienne par décret du 23 mai 1863. L’avenue de Bel-Air étant interdite aux véhicules, c’était la voie pour aller de Paris à Saint-Mandé.
Le 30 janvier 1918, durant la première Guerre mondiale, les no 52 et 64 rue du Rendez-Vous sont touchés lors d'un raid effectué par des avions allemands.

## Bâtiments remarquables et lieux de mémoire
- Au début de la rue se trouve l'une des neuf fontaines Wallace du 12e arrondissement.
- Au no 30 se situe le jardin Debergue - Rendez-Vous.
- Au no 34 se situe l’église de l'Immaculée-Conception de Paris.
- Au no 58 se situait l'atelier du sculpteur Henri Godet (1863-1937).

La rue du Rendez-Vous est l'une des principales rues commerçantes du quartier du Bel-Air.

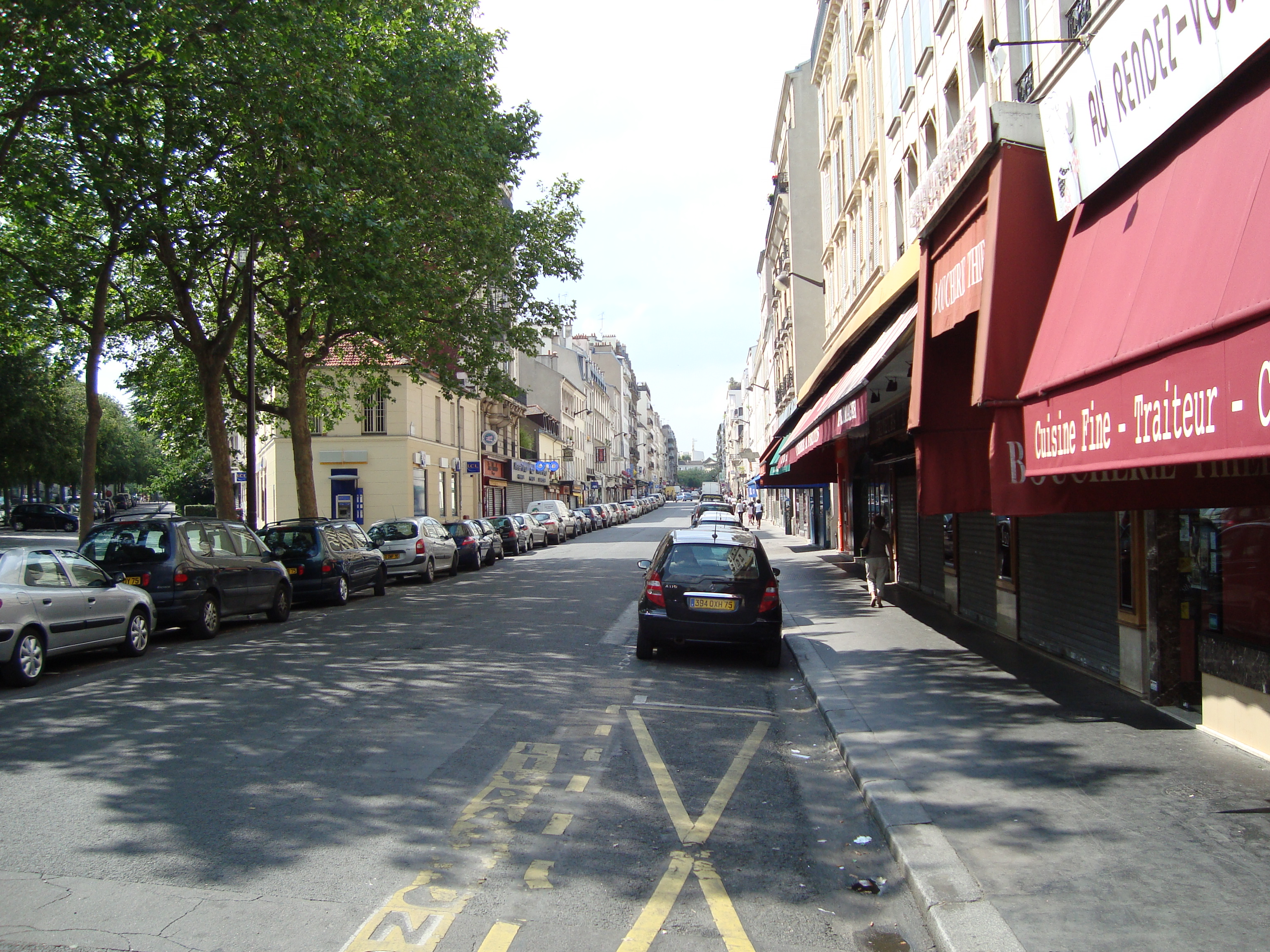
Le début de la rue.
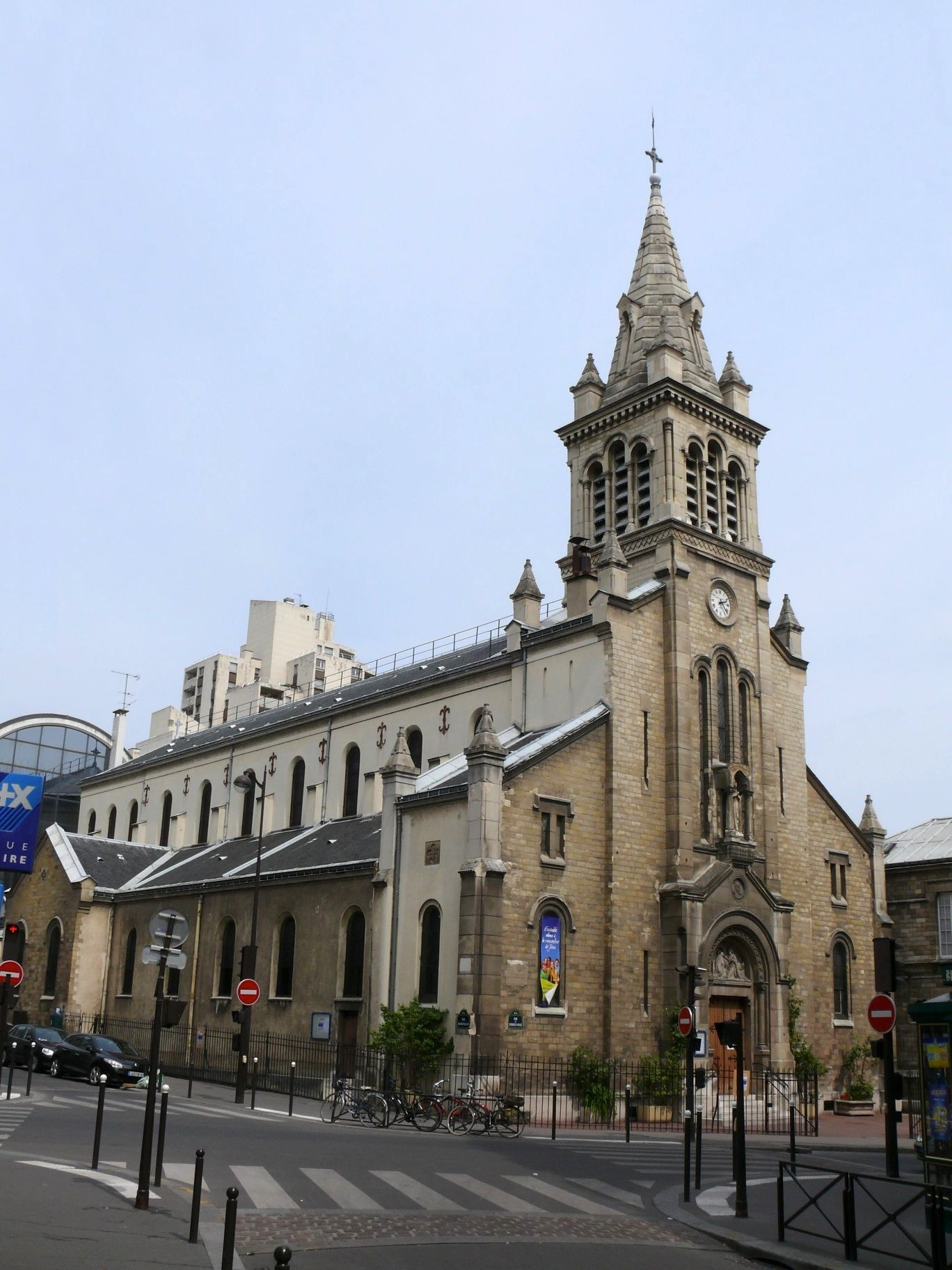
L'église de l'Immaculée-Conception.
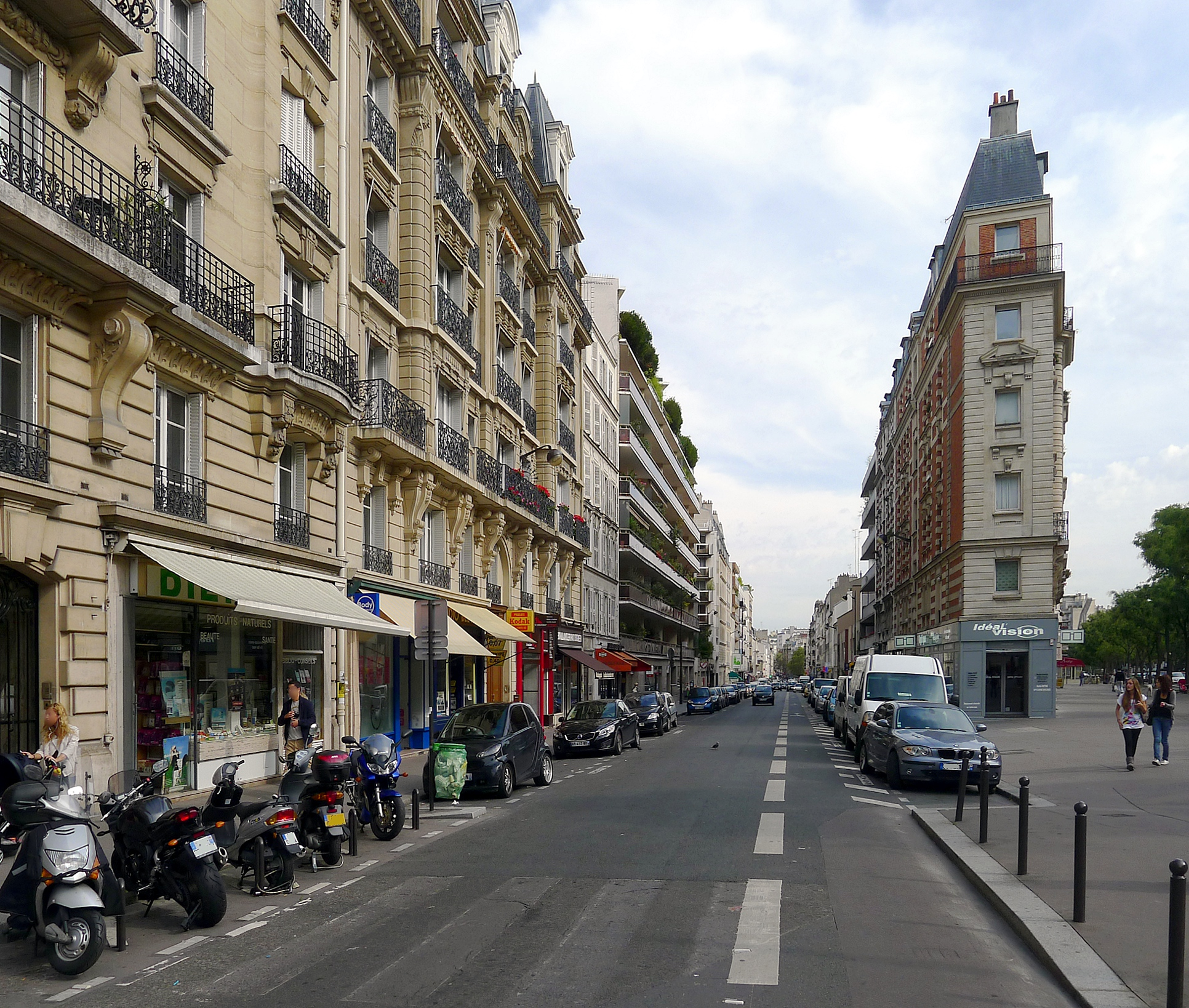
La fin de la rue.